# Ctenognophos culoti
Ctenognophos culoti is een vlinder uit de familie van de spanners (Geometridae). De wetenschappelijke naam van de soort is voor het eerst geldig gepubliceerd in 1945 door Wehrli.